# Der Teutsche Merkur

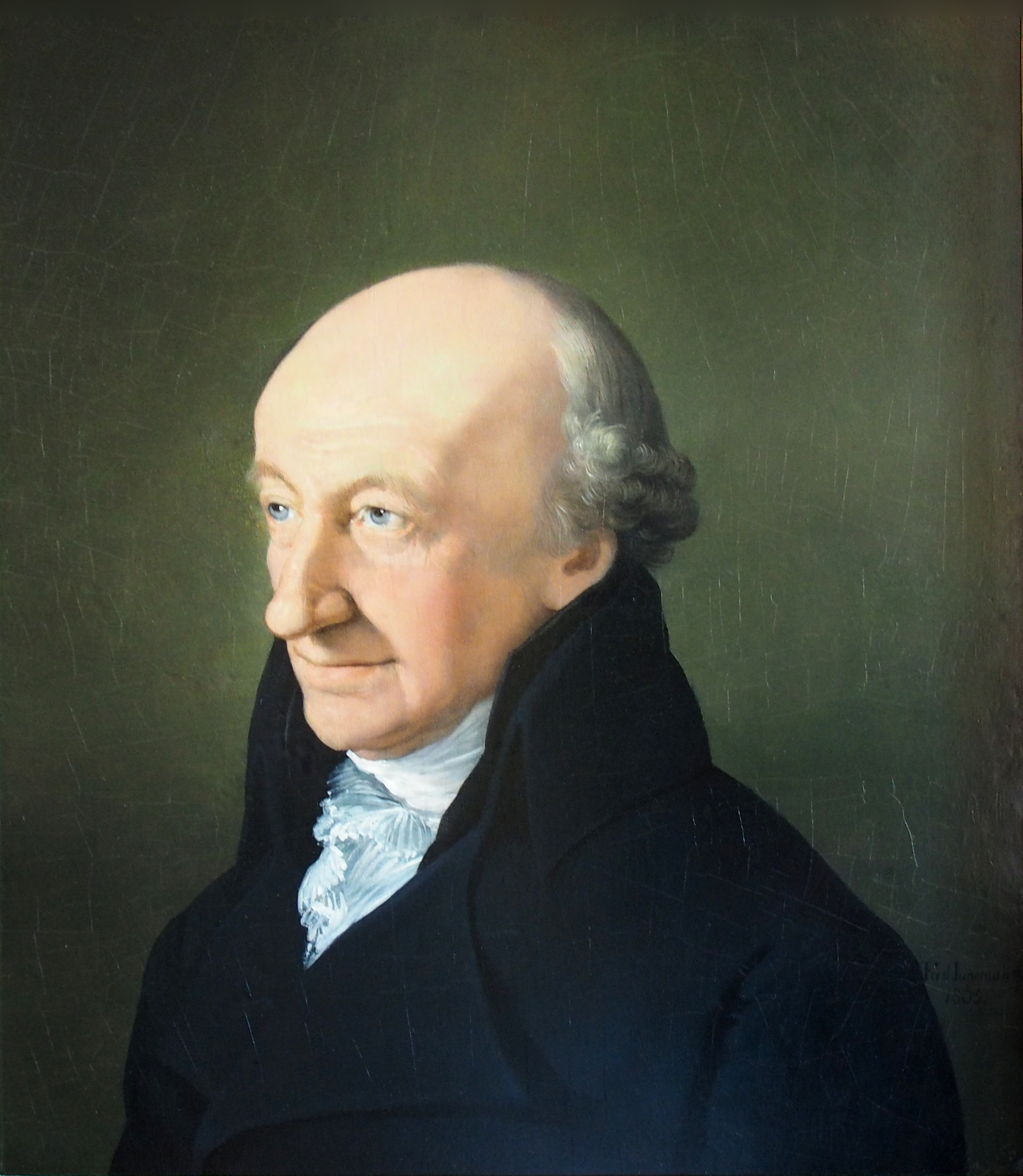
Wieland

Der Teutsche Merkur – pismo nawiązujące do francuskiego Mercure de France podejmujące tematykę kulturalną i literacką. Założone w 1773 przez niemieckiego pisarza i dramaturga rokokowego Christopha Martina Wielanda.